# Карапсельский сельсовет
Карапсельский сельсовет - сельское поселение в Иланском районе Красноярского края.
Административный центр - село Карапсель.

## Население
| 2010 | 2012  | 2013  | 2014  | 2015  | 2016  | 2017  |
| ---- | ----- | ----- | ----- | ----- | ----- | ----- |
| 1759 | ↘1715 | ↘1688 | ↘1673 | ↘1668 | ↘1658 | ↘1635 |

## Состав сельского поселения
В состав сельского поселения входят 5 населённых пунктов:
| № | Населённый пункт | Тип населённого пункта       | Население |
| - | ---------------- | ---------------------------- | --------- |
| 1 | Карапсель        | село, административный центр | 874       |
| 2 | Красный Хлебороб | деревня                      | 264       |
| 3 | Ловать           | деревня                      | 163       |
| 4 | Милехино         | деревня                      | 116       |
| 5 | Степаново        | деревня                      | 342       |

## Местное самоуправление
Карапсельский сельский Совет депутатов
Дата избрания: 14.03.2010. Срок полномочий: 5 лет. Количество депутатов: 10
Глава муниципального образования
- Радкевич Раиса Анатольевна. Дата избрания: 14.03.2010. Срок полномочий: 5 лет